# الحرية الفكرية

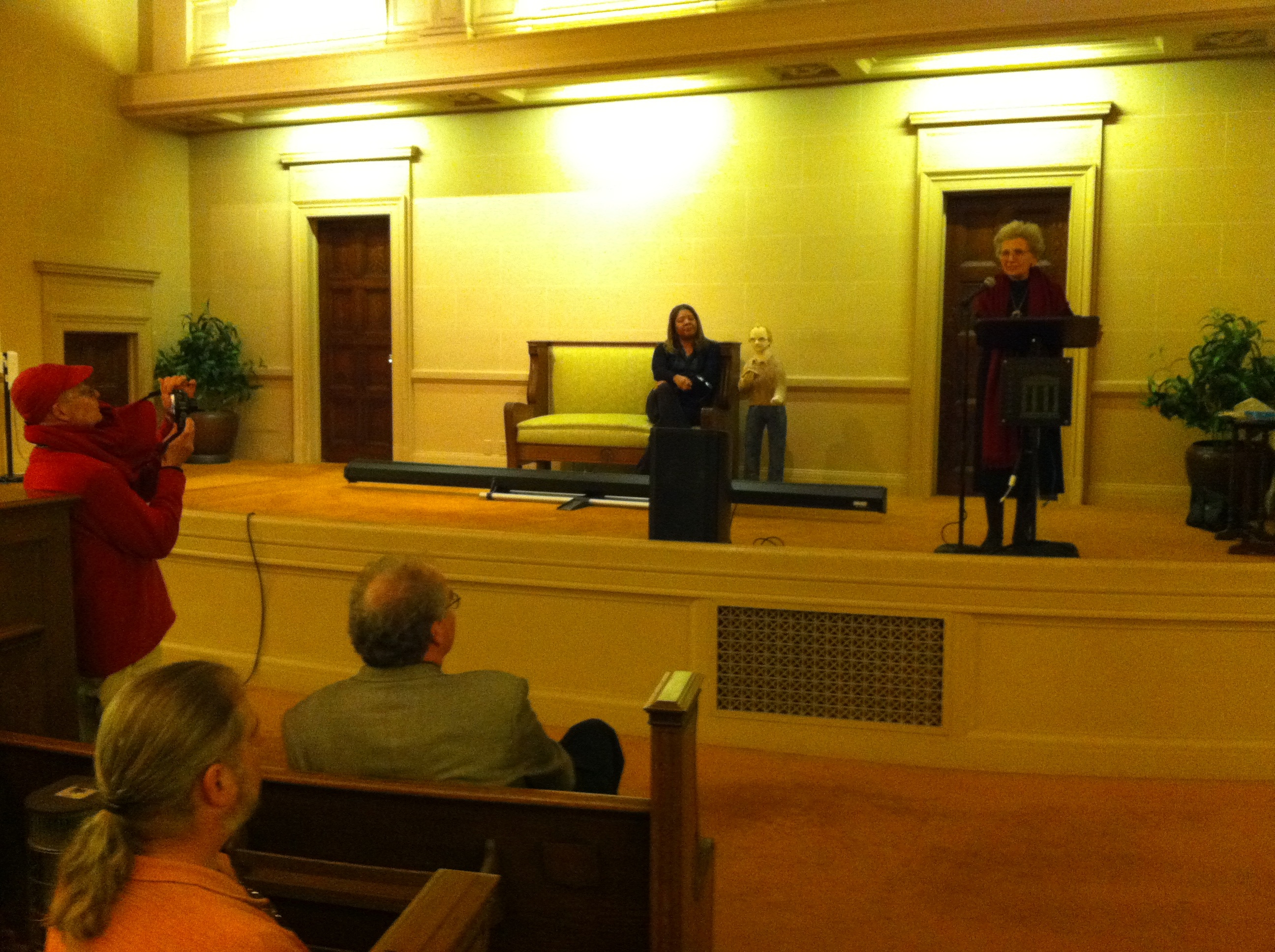
زويا هورن يقدم جائزة الحرية الفكرية لبروستر كاهلي.

تشمل الحرية الفكرية حرية الاحتفاظ بالأفكار وتلقيها ونشرها دون قيود. يُنظر إلى الحرية الفكرية أنها جزء أساسي من المجتمع الديمقراطي، تحمي الحرية الفكرية حق الفرد في الوصول إلى الأفكار والمعلومات واستكشافها والنظر فيها والتعبير عنها، أساسًا لمواطنة مستنيرة تتمتع بالحكم الذاتي. تشكل الحرية الفكرية حجر الأساس لحريات التعبير والكلام والصحافة وتتعلق بحرية المعلومات والحق في الخصوصية.
تدعم الأمم المتحدة الحرية الفكرية حقًا أساسيًا من حقوق الإنسان من طريق المادة 19 من الإعلان العالمي لحقوق الإنسان الذي يؤكد أن لكل فرد الحق في حرية الرأي والتعبير، يشمل هذا الحق حرية اعتناق الآراء دون تدخل والبحث عن المعلومات والأفكار وتلقيها ونقلها عبر أي وسائط بصرف النظر عن الحدود.
تقدر مؤسسة المكتبات خصوصًا الحرية الفكرية جزءًا من مهمتها لتوفير وحماية الوصول إلى المعلومات والأفكار. تعرف جمعية المكتبات الأمريكية الحرية الفكرية أنها «حق كل فرد في البحث عن المعلومات وتلقيها من جميع وجهات النظر دون قيود، وتوفر حرية الوصول إلى جميع أشكال التعبير عن الأفكار الذي به يمكن لجميع جوانب السؤال والسبب أو الحركة أن تُكتشف».
تطور المفهوم الحديث للحرية الفكرية من طريق معارضة الرقابة على الكتب. روّج لها العديد من المهن والحركات، تشمل هذه الكيانات أمور أخرى هي المكتبات والتعليم وحركة البرمجيات الحرة.

## المجالات
تشمل الحرية الفكرية العديد من المجالات متضمنةً قضايا الحرية الأكاديمية وتصفية الإنترنت والرقابة. ولأن أنصار الحرية الفكرية يقدرون حق الفرد في اختيار المفاهيم الإعلامية ووسائل الإعلام لصياغة الفكر والرأي دون تداعيات، فإن القيود والحواجز المفروضة على الوصول التي تحول دون خصوصية المعلومات تشكل العديد من المشكلات المتعلقة بالحرية الفكرية.
تشمل القضايا المحيطة بالقيود المفروضة على الوصول ما يلي:
- الكتب المحظورة وحرق الكتب وتحديات الأدب.
- الرقابة ومحاولات الرقابة، مثل الرقابة على الكتب والأفلام والموسيقى والخرائط والكلمات الفردية والكتب المصورة وألعاب الفيديو.
- الرقابة الذاتية لدى المؤلفين أو المحررين أو الصحفيين أو منتقي مواد المكتبة.
- تصفية الإنترنت ببرامج التحكم في المحتوى والرقابة على الإنترنت.
- تشريعات ومبادرات أمان الإنترنت مثل قانون حماية الأطفال على الإنترنت.
- قانون حماية الإنترنت في الجوار.
- المعلومات الحكومية وقوانين حرية المعلومات.

تشمل القضايا المتعلقة بالحواجز التي تحول دون خصوصية المعلومات ما يلي:
- بيانات التعدين.
- المراقبة.
- قوانين وممارسات حماية البيانات وخصوصية المعلومات.
- سرية سجلات وصول مستخدمي المكتبة.
- التشريعات التي تعلق الحريات المدنية باسم الأمن القومي مثل قانون باتريوت وقانون الأمن الداخلي.

في حين يعمل أنصار الحرية الفكرية على حظر أعمال الرقابة، تقدم الدعوات إلى الرقابة أنها حرية التعبير: «عند التعبير عن آرائهم وما يشغلهم، يمارس الرقباء المحتملون نفس الحقوق التي يسعى أمناء المكتبات إلى حمايتها عندما يواجهون الرقابة. وعند الإفصاح عن انتقاداتهم، فإن الأشخاص الذين يعترضون على أفكار معينة يمارسون نفس الحقوق التي يتمتع بها من ابتكروا ونشروا المواد التي يعترضون عليها». يجب حماية حق التعديل الأول في التعبير عن الآراء وإقناع الآخرين، من أجل استبعاد وإدراج المحتوى والمفاهيم.

## التاريخ
طور التعريف المعاصر للحرية الفكرية وحدودها وإدراجها في المقام الأول بواسطة عدد من أحكام القانون العام الصادرة عن المحكمة العليا للولايات المتحدة فيما يتعلق بالتعديل الأول وبيانات السياسة الخاصة بالمجموعات المكرسة للدفاع عن الحريات المدنية والدفاع عنها.

### أبرامز ضد الولايات المتحدة (1919)
في معارضته التي يُستشهد بها كثيرًا بشأن قضية حرية التعبير لمتهمين مدانين بالتحريض على الرأي المناهض للحرب والعمل، يوائم قاضي المحكمة العليا أوليفر ويندل هولمز جونيور بين حرية التعبير وحرية الفكر على النحو التالي:
يبدو لي الاضطهاد بسبب التعبير عن الآراء منطقيًا تمامًا. إذا لم يكن لديك شك في مقدماتك أو قوتك وتريد نتيجة معينة من أعماق قلبك، فإنك تعبر طبيعيًا عن رغباتك في القانون وتكتسح كل معارضة، ولكن عندما يدركون مع مرور الوقت أن الأديان المناضلة يمكن أن تنزعج، يبدأون بالاعتقاد -حتى أكثر من اعتقادهم بالأسس ذاتها لسلوكهم- بأن الخير النهائي المنشود يمكن الوصول إليه وصولًا أفضل من طريق تجارة الفكر الحر، «أفضل اختبار للحقيقة هو قدرة الفكر على قبول نفسه في منافسة السوق، وهذه الحقيقة هي الأساس الوحيد الذي يمكن من خلاله تحقيق رغباتهم بأمان».

### ويتني ضد كاليفورنيا (1927)
في تلك القضية تؤيد المحكمة العليا إدانة امرأة بسبب خطاب مناهض للحكومة شبيه بالإرهاب. في رأيه حول هذه المسألة، يحدد القاضي برانديز دور حرية الفكر لإعلام حرية التعبير، نَسب قيمة الحرية الفكرية حريةً مدنية لمؤسسي الولايات المتحدة مؤكدًا: يعتقد أولئك الذين حصلوا على استقلالنا أن النتيجة النهائية للدولة هي جعل الرجال أحرارًا في تطوير قدراتهم، لقد اعتقدوا أن حرية التفكير كما تشاء والتحدث كما تعتقد هي وسائل لا غنى عنها لاكتشاف ونشر الحقيقة السياسية.

### أولمستيد ضد الولايات المتحدة (1928)
ناقشت المحكمة العليا الأمريكية في هذه القضية حقيقة كون حقوق المواطن بموجب التعديلين الرابع والخامس انتُهكت عندما حصل على أدلة لإدانته بالتهريب بواسطة التنصت على مكالماته الهاتفية. يقدم القاضي برانديز الأسبقية لإدراج الحرية الفكرية حقًا دستوريًا في رأيه المخالف، مدعيًا أن واضعي الدستور الأمريكي «اعترفوا بأهمية الطبيعة الروحية للإنسان ومشاعره وفكره، وسعوا لحماية معتقدات الأمريكيين وأفكارهم وعواطفهم وأحاسيسهم». دافع برانديز في النهاية عن حق الخصوصية، وهو بُعد آخر مهم للحرية الفكرية، بوصفه امتدادًا للحقوق المدنية الأمريكية.

### الولايات المتحدة ضد شويمر (1929)
في القرار المؤيد للمحكمة العليا برفض الجنسية للمهاجرة الأمريكية روزيكا شويمر، لأنها رفضت التعهد بحمل السلاح للدفاع عن الولايات المتحدة بسبب آرائها ومعتقداتها السلمية، اختلف القاضي أوليفر ويندل هولمز جونيور شخصيًا مع آراء المدعى عليه، لكنه يؤيد مهنيًا موقف شويمر إذ كتب: قد تثير بعض إجاباتها التحيز الشعبي، ولكن إذا كان في الدستور مبدأ يدعو إلى التعلق أكثر من أي مبدأ آخر فهو مبدأ الفكر الحر، ليس الفكر الحر لمن يتفقون معنا بالرأي ولكن حرية الفكر للآراء التي لا نتفق معها.

### وثيقة حقوق المكتبة (1939)
تتبنى جمعية المكتبات الأمريكية قانون حقوق المكتبات الذي يؤكد «أن جميع المكتبات هي منتديات للمعلومات والأفكار». يتضمن الإعلان 3 نقاط لتوجيه الخدمات في المكتبات العامة الأمريكية المجانية متضمنةً بيانات حول «التعصب المتزايد وقمع حرية التعبير والرقابة»، تتضمن وثيقة حقوق المكتبة اليوم 6 سياسات أساسية لتوجيه الخدمات في المكتبة التي تؤكد الحرية الفكرية.

### الإعلان العالمي لحقوق الإنسان (1948)
بعد الحرب العالمية الثانية، تبنت الأمم المتحدة الإعلان العالمي لحقوق الإنسان بوصفه «أساسًا لقانون حقوق الإنسان» ويتألف من 30 مادة تشمل الحريات الدولية بين دول الجمعية العامة للأمم المتحدة. تؤكد المادتان 18 و19 تحديدًا الحق في حرية الفكر والرأي والتعبير، والحق في «طلب المعلومات والأفكار وتلقيها ونقلها من خلال أي وسائط بصرف النظر عن الحدود».